# Stanisław Wojnarowicz
Stanisław Wojnarowicz (ur. 10 września 1897, zm. 7 lipca 1970) – prezes Polskiego Związku Szachowego w latach 1947–1950 i w 1957, polski inżynier.
W latach 1947–1950 i w 1957 był prezesem Polskiego Związku Szachowego. Wojnarowicz chciał by szachy trafiły na wieś, do szkół i fabryk. Wraz z Tadeuszem Czarneckim i Stanisławem Gawlikowskim przygotował kodeks szachowy, który miał trzy wydania.
Reprezentował PZSzach na kongresach FIDE. Zorganizował  Memoriał Dawida Przepiórki w 1950 w Szczawnie-Zdroju.
W 1937 został wybrany do Naczelnej Organizacji Inżynierów. W latach 1942–1962 był dyrektorem warszawskich wodociągów. Wraz z Włodzimierzem Skoraszewskim opracował i opatentował metodę pobierania wody przez dreny z dna rzeki. Prezes Polskiego Zrzeszenia Inżynierów i Techników Sanitarnych w latach 1946–1947 i 1951–1954 oraz p.o. w latach 1950–1951.